# Межі біогеоценозів
Ме́жі біогеоцено́зів. Біогеоценоз, як система функціональна і хорологічна одночасно, займає в тому чи іншому ландшафті певну ділянку території або акваторії. Розміри біогеоценозу, за даними Миколи Тимофєєва-Ресовського і А. Н. Тюрюканова (1966), в залежності від ступеня фізико-географічної, ґрунтово-геохімічної і гідрологічної однорідності займаної ним ділянки варіюють від декількох десятків і сотень квадратних метрів до декількох квадратних кілометрів. Конфігурація і межі біогеоценозу визначаються, за Сукачовим, межами властивого йому фітоценозу, як автотрофній базі його, фізіономічним більш чітко, ніж інші компоненти, що виражають його в просторі.
Горизонтальні межі між біогеоценозами, як і між рослинними угрупованнями, за твердженням Ф. Дарлінгтона (1966), бувають різкими, особливо в умовах втручання людини, але вони можуть бути і розпливчастими, як би розмазаними в разі взаємопроникнення компонентів сусідніх біогеоценозів, що утворюють більш-менш широку перехідну смугу, іменовану екотоном (грец. «екологічна зв'язка»), за наявності якої біогеоценотичний покрив буде здаватися безперервним (континуум). Однак екотопи просторово завжди незмірно менші, ніж угруповання, які вони розмежовують, отже, спільноти ці різні за своєю суттю і «… кордони між ними (нехай навіть «розмиті» екотони) природні і тому реальні» (Рафес, 1980, с. 83).
В. А. Биков (1988) розрізняє такі типи меж між рослинними угрупованнями і, отже, між біогеоценозами: а) різкі межі спостерігаються при різких відмінностях в суміжних ценозах екологічних умов або при наявності домінантів, яким притаманні потужні середовищеперетворюючі властивості; б) мозаїчні межі на відміну від різких характеризуються включенням в перехідну смугу суміжних ценозів їх окремих фрагментів, які утворюють свого роду комплексність; в) облямовані межі — коли в смузі контакту суміжних ценозів розвивається вузька облямівка ценоза, що відрізняється від обох з них; г) дифузні межі між суміжними ценозами характеризуються поступовою просторовою зміною видового складу в зоні контакту при переході одного в інший.
Вертикальні межі біогеоценоза, як і горизонтальні, визначаються з розміщення живої рослинної біомаси фітоценозу у просторі: верхня межа визначається максимальною висотою надземних органів рослин — фототрофів над поверхнею ґрунту, нижня — максимальною глибиною проникнення кореневої системи в ґрунт. При цьому в деревно-чагарникових біогеоценозах вертикальні межі, як пише Т. А. Работнов (1974), не змінюються протягом вегетаційного періоду, в трав'яних ж біогеоценозах (лугових, степових тощо) вони варіюють по сезонах, так як відбувається то наростання травостою, то зниження його, то повне відчуження на сінокосах і пасовищах; лише нижні межі їх не піддаються сезонним змінам. Работнов звертає увагу на наявність ряду серйозних труднощів, що виникають при проведенні горизонтальних і вертикальних кордонів в деяких біогеоценозах, особливо у водних і в неповночленних біогеоценозах, утворених гетеротрофами (тваринам населенням та іншими організмами), зважаючи на рухливість або місця існування, або живих компонентів таких біогеоценозів .